# 2015–2016-os német női labdarúgó-bajnokság (első osztály)
A 2015–2016-os német női labdarúgó-bajnokság - eredeti német nevén Frauen-Bundesliga - a 26. szezonja volt a Bundesligának. A címvédő a Bayern München volt és a bajnokok is ők lettek.

## Csapatok adatai

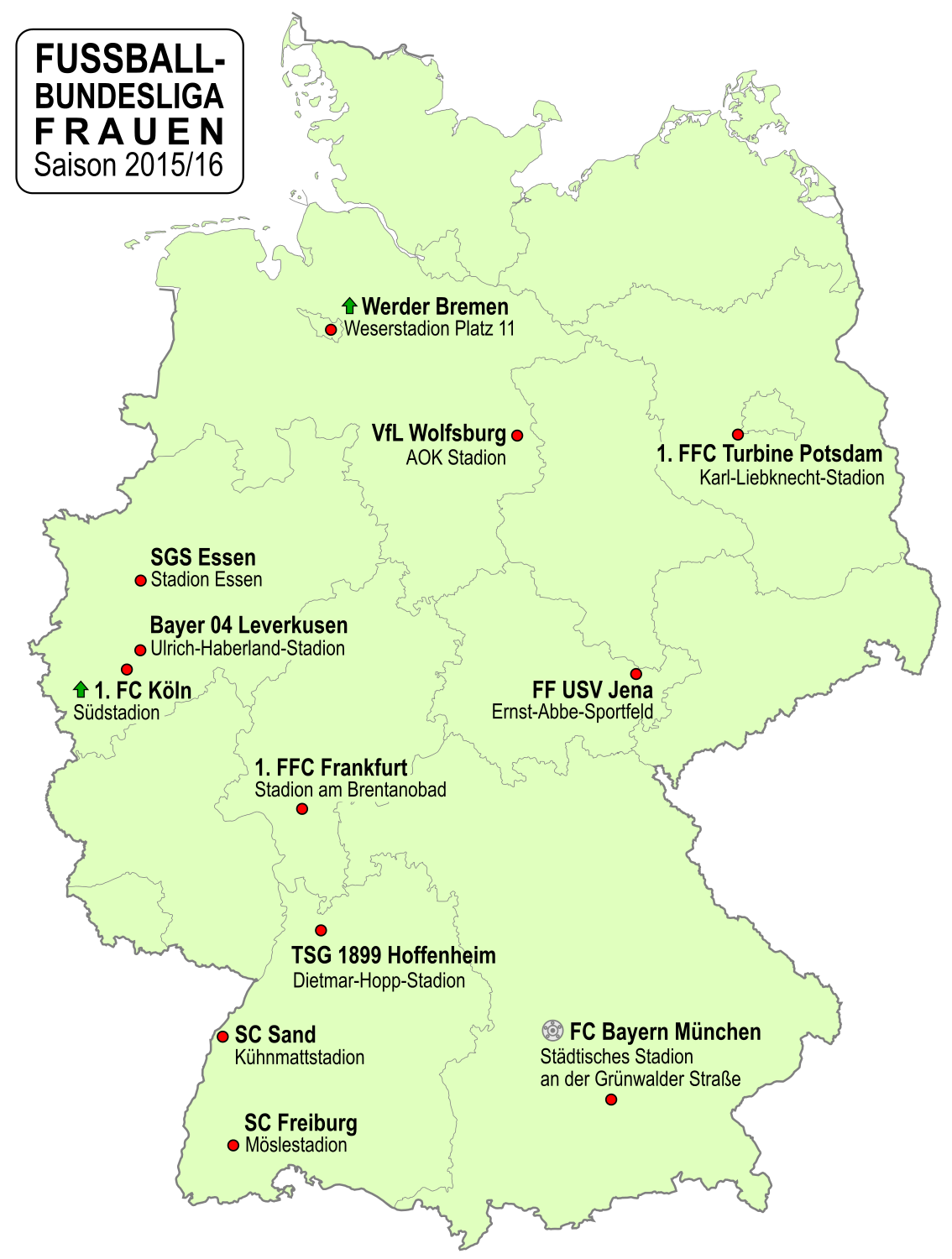
A bajnokságban résztvevő csapatok elhelyezkedése.

A bajnokságban 12 csapat vett részt: a tavalyi bajnokság bennmaradt 10 csapata, és 2 feljutó. A másodosztály két csoportjának győztese (a Werder Bremen és az 1. FC Köln) feljutott a Bundesligába.
| Csapat                 | Város      | Stadion                  | Befogadóképesség |
| ---------------------- | ---------- | ------------------------ | ---------------- |
| Bayer 04 Leverkusen    | Leverkusen | Ulrich-Haberland-Stadion | 3,200            |
| SC Sand                | Willstätt  | Kühnmatt Stadion         | 2,000            |
| FC Bayern München      | München    | Grünwalder Stadion       | 12,500           |
| Werder Bremen          | Bréma      | Weserstadion Platz 11    | 5,500            |
| SGS Essen              | Essen      | Stadion Essen            | 20,000           |
| 1. FFC Frankfurt       | Frankfurt  | Stadion am Brentanobad   | 5,500            |
| SC Freiburg            | Freiburg   | Möslestadion             | 5,400            |
| 1899 Hoffenheim        | Hoffenheim | Dietmar-Hopp-Stadion     | 6,350            |
| FF USV Jena            | Jéna       | Ernst-Abbe-Sportfeld     | 10,800           |
| 1. FC Köln             | Köln       | Südstadion               | 14,874           |
| 1. FFC Turbine Potsdam | Potsdam    | Karl-Liebknecht-Stadion  | 10,786           |
| VfL Wolfsburg          | Wolfsburg  | AOK Stadion              | 5,200            |

## Tabella
| Hely. | Csapat               | M  | Gy | D | V  | G+ | G– | Gk  | P  | Továbbjutás vagy kiesés           |
| ----- | -------------------- | -- | -- | - | -- | -- | -- | --- | -- | --------------------------------- |
| 1.    | Bayern MünchenCV (C) | 22 | 18 | 3 | 1  | 47 | 8  | +39 | 57 | Indulás: UEFA Női Bajnokok Ligája |
| 2.    | VfL Wolfsburg        | 22 | 15 | 2 | 5  | 56 | 22 | +34 | 47 | Indulás: UEFA Női Bajnokok Ligája |
| 3.    | 1. FFC Frankfurt     | 22 | 15 | 1 | 6  | 49 | 25 | +24 | 46 |                                   |
| 4.    | SC Freiburg          | 22 | 9  | 5 | 8  | 38 | 24 | +14 | 32 |                                   |
| 5.    | SGS Essen            | 22 | 10 | 2 | 10 | 39 | 37 | +2  | 32 |                                   |
| 6.    | FF USV Jena          | 22 | 9  | 4 | 9  | 30 | 45 | −15 | 31 |                                   |
| 7.    | Turbine Potsdam      | 22 | 9  | 3 | 10 | 42 | 28 | +14 | 30 |                                   |
| 8.    | TSG Hoffenheim       | 22 | 8  | 4 | 10 | 33 | 33 | 0   | 28 |                                   |
| 9.    | SC Sand              | 22 | 8  | 4 | 10 | 29 | 30 | −1  | 28 |                                   |
| 10.   | Bayer Leverkusen     | 22 | 6  | 3 | 13 | 21 | 56 | −35 | 21 |                                   |
| 11.   | Werder BremenÚ (R)   | 22 | 3  | 4 | 15 | 17 | 53 | −36 | 13 | Kiesés: 2. Bundesliga             |
| 12.   | 1. FC KölnÚ (R)      | 22 | 3  | 3 | 16 | 20 | 60 | −40 | 12 | Kiesés: 2. Bundesliga             |

## Statisztika

### Góllövőlista
| # | Játékos            | Klub             | Gólok |
| - | ------------------ | ---------------- | ----- |
| 1 | Mandy Islacker     | 1. FFC Frankfurt | 17    |
| 2 | Vivianne Miedema   | Bayern München   | 14    |
| 3 | Svenja Huth        | Turbine Potsdam  | 13    |
| 4 | Charline Hartmann  | SGS Essen        | 11    |
| 4 | Amber Hearn        | FF USV Jena      | 11    |
| 6 | Sara Däbritz       | Bayern München   | 9     |
| 6 | Marozsán Dzsenifer | 1. FFC Frankfurt | 9     |
| 8 | Nina Burger        | SC Sand          | 8     |
| 8 | Kerstin Garefrekes | 1. FFC Frankfurt | 8     |
| 8 | Lea Schüller       | SGS Essen        | 8     |

### Mesterhármasok
| Játékos            | Csapat           | Ellenfél         | Eredmény | Időpont            | Forrás |
| ------------------ | ---------------- | ---------------- | -------- | ------------------ | ------ |
| Vivianne Miedema   | Bayern München   | Bayer Leverkusen | 5–0      | 2015. november 20. | [ 4 ]  |
| Marozsán Dzsenifer | 1. FFC Frankfurt | Jena             | 5–4      | 2015. november 21. | [ 5 ]  |
| Vivianne Miedema   | Bayern München   | Jena             | 5–1      | 2016. március 19.  | [ 6 ]  |
| Svenja Huth        | Turbine Potsdam  | Bayer Leverkusen | 6–0      | 2016. március 26.  | [ 7 ]  |
| Vivianne Miedema   | Bayern München   | Bayer Leverkusen | 5–0      | 2016. május 1.     | [ 8 ]  |